# Slavia Antiqua
Slavia Antiqua – rocznik poświęcony starożytnościom słowiańskim, wydawany przez Poznańskie Towarzystwo Przyjaciół Nauk (Wydział Historii i Nauk Społecznych), przy współpracy z Instytutem Prahistorii UAM. Ukazuje się od 1948 roku w Poznaniu. Publikowane są na jego łamach: artykuły, drobne prace i materiały, recenzje i polemiki, kronika, nekrologi oraz wyniki prac archeologiczno-konserwatorskich oraz bibliografia polskich prac dotyczących Słowiańszczyzny wczesnośredniowiecznej. Prace ogłaszane są zarówno po polsku jak i w językach innych.

## Historia
Z ideą wydawania ogólnopolskiego czasopisma poświęconego starożytnościom słowiańskim wszedł u schyłku lat 30. XX wieku prof. Józefa Kostrzewski. Pierwszy tom czasopisma pod nazwą „Slavia Antiqua” miał się ukazać pod koniec 1939 roku. Na treść planowanego rocznika składać się miały rozprawy, dotyczące kwestii związanych z pochodzeniem Słowian, ich dziejami, językiem, rasą, kulturą oraz stosunkami z innymi narodami. Tak planowane czasopismo miało stać się forum dla publikacji rozpraw z zakresu archeologii, historii, etnografii, slawistyki, socjologii, antropologii i historii sztuki słowiańskiej. Swoje miejsce miały w nim znaleźć także recenzje, i bibliografia krytyczna prac wchodzących w zakres poruszanej przezeń problematyki.
Wybuch II wojny światowej przerwał pracę nad tym wydawnictwem. Do jego idei powrócono w latach powojennych. Komitet Redakcyjny zwołany z inicjatywy dr. Witolda Hensla, w skład którego poza nim weszli prof. Roman Jakimowicz, prof. Konrad Jażdżewski, doc. Gerard Labuda oraz dr Zdzisław A. Rajewski, doprowadził do wydania w roku 1948 pierwszego tomu „Slavia Antiqua”. Został on zadedykowany przedwojennemu inicjatorowi powwołana tegoż tytułu – prof. Józefowi Kostrzewskiemu, obchodzącemu właśnie 35-lecie pracy naukowej.
„Slavia Antiqua” była organem Katedry Archeologii Polski Uniwersytetu Poznańskiego (później Instytutu Prahistorii Uniwersytetu im. Adama Mickiewicza w Poznaniu). Od tomu XXXIV (1993) Slavia Antiqua ukazuje się również jako jedno z czasopism Wydziału Historii i Nauk Społecznych Poznańskiego Towarzystwa Przyjaciół Nauk, realizowane we współpracy z Instytutem Archeologii Uniwersytetu im. Adama Mickiewicza w Poznaniu. 
Przewodniczącym Komitetu Redakcyjnego i następnie wieloletnim redaktorem naczelnym „Slavia Antiqua” został Witold Hensel. Sprawował on tę funkcję do roku 2007. Od tomu XXXII (1989/90) wspomagała go jako współredaktor Zofia Kurnatowska, która od tomu XLVIII objęła redakcję „Slavia Antiqua”.

## Polityka otwartego dostępu
Wydawca zapewnia otwarty dostęp (CC BY-ND UZNANIE AUTORSTWA-BEZ UTWORÓW ZALEŻNYCH) do wszystkich treści czasopisma zgodnie z zasadą, że badania swobodnie dostępne zwiększają i przyśpieszają globalny rozwój nauki i wymianę wiedzy. Redakcja zachęca autorów do zamieszczania opublikowanych w czasopiśmie artykułów w otwartych repozytoriach (ostatecznej wersji wydawcy) pod warunkiem podania linku do strony czasopisma oraz numeru DOI artykułu.
Za procedurę przyjmowania i publikowania tekstów czasopismo nie pobiera od autorów żadnych opłat.